# Diego de Montemayor
Diego de Montemayor (* um 1530 in Málaga, Spanien; † April 1611 in Monterrey, Mexiko) war ein spanischer Konquistador, der als Gouverneur der Provinz Nuevo León im Vizekönigreich Neuspanien amtierte. Er gilt als Gründer von Monterrey.

## Leben
Montemayor entstammte einer Familie aus dem andalusischen Málaga. Seine Eltern waren Juan de Montemayor und Mayor Hernández.
Er ging 1548 nach Mexiko und wurde 1580 zum Alcalde (deutsch: Bürgermeister) von Saltillo ernannt, das der Konquistador Alberto del Canto 1577 gegründet hatte. 1585 diente er als einer von drei Leutnants im Treck von Luis de Carvajal y de la Cueva, der zur Erschließung von Nuevo León losgezogen war.
1588 übernahm er das Amt des Schatzkanzlers von Coahuila. Im selben Jahr folgte er Carvajal im Amte des Gouverneurs von Nuevo León, das er bis zu seinem Tode innehatte. 1591 kehrte er nach Saltillo zurück und fungierte dort erst als Alcalde und 1593 als königlicher Schreiber.
1596 erhielt er die Genehmigung, eine spanische Siedlung am Ufer des Río Santa Lucía zu errichten. Damit verbunden war der Auftrag, die einheimischen Indianer zu befrieden und zu missionieren. Zwei vorangegangene spanische Siedlungen hatten sich nicht dauerhaft etablieren können: Die erste war unter dem Namen Santa Lucía von Alberto del Canto erbaut worden, die zweite, benannt San Luis Rey de Francia, von Luis de Carvajal.
Montemayor zog aus Saltillo zum Río Santa Lucía zusammen mit zwölf Familien, neun kinderlosen Eheleuten, drei erwachsenen Männern, vierzehn jungen Burschen, vier jungen Frauen und einem Indianer namens Domingo Manuel. Die neue Siedlung wurde Ciudad Metropolitana de Nuestra Señora de Monterrey genannt, zu Ehren des Vizekönigs Gaspar de Zúñiga y Acevedo, dem Grafen von Monterrey.
Montemayor war drei Mal verheiratet. Aus der Ehe mit seiner ersten Frau, Inés Rodríguez, hatte er eine Tochter, die ebenfalls Inés hieß. Nach dem Tod seiner Frau heiratete er erneut, diesmal María de Esquivel, mit der er den Sohn Diego “el Mozo” de Montemayor hatte; dieser sollte ihm als Gouverneur von Nuevo León nachfolgen. Als er erneut Witwer wurde, heiratete er Juana Porcalla, die weit jünger war als er und in Mexiko zur Welt gekommen war. Mit ihr hatte er die Tochter Estefanía, die später Alberto del Canto heiratete.
Montemayors dritte Frau Juana begann eine Affäre mit ihrem Schwiegersohn del Canto. Als Diego de Montemayor davon erfuhr, tötete er seine Frau und schwor, auch del Canto umzubringen. Er floh in die unerschlossenen Gegenden des Nordens, bis ihn der Vizekönig zwar seiner Ämter enthob, aber ihm Straffreiheit zusagte.
Diego de Montemayor starb 1611 in Monterrey.